# Çayqaraqaşlı
Çayqaraqaşlı (ryska: Чай Каракашлы) är en ort i Azerbajdzjan.   Den ligger i distriktet Şabran Rayonu, i den nordöstra delen av landet, 130 km nordväst om huvudstaden Baku. Antalet invånare är 451.
Terrängen runt Çayqaraqaşlı är mycket platt. Närmaste större samhälle är Çarxı, 13,8 km väster om Çayqaraqaşlı.
Trakten runt Çayqaraqaşlı består till största delen av jordbruksmark.